# Patrick Schmit
Patrick Schmit (Ciutat de Luxemburg, 1 de novembre de 1974) és un ex-patinador artístic sobre gel luxemburguès, retirat l'any 2000. Va aconseguir la 29a plaça als Jocs Olímpics d'Hivern de 1998, disputats a la ciutat japonesa de Nagano.

## Resultats
| Esdeveniment           | 1993-94 | 1994-95 | 1995-96 | 1996-97 | 1997-98 | 1998-99 | 1999-00 |
| ---------------------- | ------- | ------- | ------- | ------- | ------- | ------- | ------- |
| Jocs Olímpics d'Hivern |         |         |         |         | 29è     |         |         |
| Campionat del Món      |         |         | 21è     | 27è     | 25è     |         | 35è     |
| Campionat d'Europa     | 28è     | 22è     | 19è     | 21è     | 20è     | 25è     | 22è     |
| Trofeu Eric Bompard    |         |         |         | 10è     |         |         |         |
| Memorial Karl Schäfer  |         |         |         |         | 10è     |         |         |
| Trofeu Nebelhorn       |         |         |         |         | 11è     |         |         |
| Memorial Ondrej Nepela |         |         |         |         | 3r      |         |         |
| Piruetten              |         |         | 6è      |         | 4t      |         |         |